# Sargento Kirk (revista)
Sargento Kirk, y luego simplemente Kirk fue una revista de cómics editada por Norma Editorial que se publicó en España entre 1982 y 1983 (durante el denominado boom del cómic adulto en España), con un precio inicial de 100 pesetas. No tuvo el respaldo esperado y cerró después de 14 números. 
Hacía honor con su título a la clásica serie Sargento Kirk (1953) de Héctor Germán Oesterheld y Hugo Pratt, así como a la revista italiana "Sgt. Kirk" (1967). En sus páginas colaboraron además Esteban Maroto, Luis Royo y Segrelles con sus ilustraciones y Adolfo Usero, Dick Matena, Luis Bermejo, Jean Giraud y José Ortiz con su historietas, entre otros autores.

## Contenido
En un principio la revista se titulaba "Sargento Kirk" y sus contenidos eran una continuación de las series que habían quedado inconclusas en Hunter. 
| Números | Fecha | Título            | Guion                | Dibujo              | Procedencia    |
| ------- | ----- | ----------------- | -------------------- | ------------------- | -------------- |
| 1       | 1982  | Sargento Kirk     | H. G. Oesterheld     | Hugo Pratt          |                |
| 1-2     | 1982  | Jonathan Cartland | Laurence Harlé       | Michel Blac-Dumont  |                |
| 1-2     | 1982  | Mestizo           | Carlos Echevarría    | Luis Bermejo        |                |
| 1       | 1982  | Loco Sexton       | Héctor G. Oesterheld | Arturo del Castillo | Skorpio (1975) |
| 3-      |       | Jon Khe           | Carlos Echevarría    | Luis Bermejo        |                |

A partir del número 4 la revista se denominó "Kirk" a secas, cambiando la tipografía del título. En esa nueva etapa, además de historias relacionadas con el oeste, tuvieron cabida otros géneros como la ciencia ficción.
| Números | Fecha      | Título                  | Guion                   | Dibujo         | Procedencia |
| ------- | ---------- | ----------------------- | ----------------------- | -------------- | ----------- |
| 4       |            | El hombre de los hielos | Francisco Agrás         | Toni Deu       | Nueva       |
| 5       |            | Cargo                   | Francisco Pérez Navarro | Ramón González |             |
| 6       |            | Blueberry               | Jean-Michel Charlier    | Jean Giraud    | Pilote      |
| 7       |            | El rey de la torre      | Alan Hebden             | José Ortiz     | Eagle       |
| 8-9     | 01-02/1983 | Judge Dredd             | John Howard             | Brian Bolland  | 2000 AD     |
| 12-14   |            | Lazarus Stone           | Dick Matena             | Dick Matena    |             |

## Enlaces
- Ficha de Tebeosfera

- Datos: Q6121908